# Martin Lipenius
Martin Lipenius (latinisiert aus Lipen, * (9)/11. November 1630 in Götz, heute Ortsteil von Groß Kreutz (Havel) in Brandenburg; † 6. November 1692 in Lübeck) war ein deutscher Pädagoge und Bibliograph.

## Leben
Lipen besuchte zunächst Schulen in Brandenburg an der Havel und Neuruppin sowie das Gymnasium in Stettin. Er immatrikulierte sich am 29. Mai 1651 an der Universität Wittenberg, um Philosophie und Theologie zu studieren. Nachdem er am 12. Oktober 1652 den Grad eines Magisters erworben hatte, begann er Vorlesungen zu halten und an Disputationen teilzunehmen. Dies hat er mit solchem Erfolg absolviert, dass man ihm am 17. Oktober 1658 als Adjunkt an der philosophischen Fakultät aufnahm.
1659 erhielt er einen Ruf als Konrektor an das Gymnasium zu Halle an der Saale, welches er am 18. April antrat. 1672 ging er als Rektor an das Regium Gymnasium Carolinum nach Stettin, und schließlich wurde er 1676 Konrektor des Katharineums zu Lübeck. Diese Stelle hatte er bis zu seinem Tode inne.

## Werk
Lipenius war der Verfasser einer großen Zahl an Thesen, Programmen und Personalschriften.
Berühmt wurde Martin Lipenius jedoch durch sein Lebenswerk, die Bibliotheca realis. In vier Foliobänden legte er damit in den Jahren 1679–1685 umfassende Fachbibliografien der Fächer Jura, Medizin, Philosophie und Theologie vor. Geordnet waren diese Bände wie ein Realkatalog; Lipenius gliederte die von ihm erfassten Bücher nicht alphabetisch nach den Verfassernamen, sondern gemäß ihrem Inhalt nach einem System der Wissenschaften in eine Vielzahl von Disziplinen, Gruppen und Untergruppen. Die immense Arbeitsleistung, die in den Bänden steckt, war seinerzeit hoch geachtet, später jedoch wurde ihm vorgeworfen, die Bibliotheca realis strotze von groben und zum teil lächerlichen Fehlern und auch der vorsichtigste Gebrauch derselben ist schon gefährlich. Doch trotz der Mängel und Tücken dieses Werkes gilt es in manchen Bereichen als unentbehrlich und wird bis in die Gegenwart benutzt; für den juristischen Teil erschienen bis ins frühe 19. Jahrhundert mehrere Bände Ergänzungen und Berichtigungen.

## Familie
Genealogisch wäre anzumerken, dass er sich in Halle mit Anna Barbara (gest. 12. Oktober 1675 in Stettin), der Tochter des Pastors an der Ulrichkirche D. Sixtus Bertram, verehelicht hatte. Nach ihrem Tod heiratete er ein zweites Mal. Aus der ersten Ehe stammte der in Halle geborene Sohn Sixt Christian Lipenius, der später ebenfalls am Katharineum unterrichtete. Aus seiner zweiten Ehe stammte der in Bremen geborene Sohn Johann Martin, der nach einem Studium an der Universität Leipzig und an der Universität Halle zum Doktor der Rechte avancierte.

## Schriften (Auswahl)
- Bibliotheca realis juridica. Frankfurt am Main 1679
- Bibliotheca realis medica. Frankfurt am Main 1679

Digitalisat des Exemplars der Universität Complutense Madrid
- Bibliotheca realis philosophica omnium materiarum, rerum et titulorum in universo totius philosophiae ambitu occurentium. 2 Bände, Frankfurt am Main 1682.

Digitalisat, Herzog August Bibliothek
Nachdruck: Hildesheim: Olms 1967
- Bibliotheca realis theologica omnium materiarum, rerum et titulorum. 2 Bände, Frankfurt am Main 1685.

Nachdruck: Hildesheim, New York: Olms 1973, ISBN 3-487-04594-X.